# Янніс Зуганеліс
Янніс Ніколас Зуганеліс (грец. Γιάννης Ζουγανέλης, *3 лютого 1955, Афіни)  — грецький композитор, музикант і актор, є одним з небагатьох грецьких композиторів, чиї альбоми були випущені по всьому світу.

## Біографія

### Ранні роки
Янніс Ніколас Зуганеліс народився в Афінах 3 лютого 1955 року, походить з Міконоса, Наксоса. Він почав свою музичну освіту в ранньому дитинстві в церкві Айос-Ніколаос в Афінах, де познайомився з візантійською музикою. Той факт, що обидва його батьки були глухими, відіграв значну роль у становленні Янніса як музиканта. В ранні шкільні роки, він навчався грати на гітарі та бузукі та вивчав теорію музики в Афінській консерваторії. Його дядько Янніс Зуганеліс навчив грі на тубі. Продовжив музичну освіту Янніс у Національній консерваторії в Афінах. Вирішальну роль в становленні Зуганеліса як музиканта зіграв композитор Нікос Мамангакіс, який навчив його оркестровці. 1975 року Янніс одержав стипендію від Міністерства культури за його «Десять візантійськіх есе» (музика для малого симфонічного оркестру і змішаного хору). Продовжив музичну освіту в Академії мистецтв у Мюнхені, де вивчав композицію, оркестровку опери. Академію мистецтв Зуганеліс закінчив з відзнакою. Закінчив він також архітектурний факультет Афінської політехніки.

### Творча біографія
Янніс Зуганеліс пише музику для театральних шоу, кіно, телебачення, а також для балетних шоу. Його першою роботою в дискографії був запис на студії LYRA 1972 року у віці п'ятнадцяти років. Загалом Зуганеліс випустив більше 60 альбомів. Його дискографія включає в себе широкий спектр музичних творів: для дітей, саундтреки, оркестрова музика, авторська пісня, рок-музика, фолк-музика, музика, заснована на давньогрецької культурі.
1996 року роботи Янніса Зуганеліса були представлені на церемонії нагородження лауреатів Нобелівської премії, альбом «Soul Strings» був створений на замовлення Шведської академії наук. Альбом «The Light Of Flame» написаний 2004 року з нагоди Паралімпійських ігор. Він написав музику до кількох кінофільмів (більше 20), до більш ніж ста спектаклів, стародавніх і сучасних. Серед них твори Есхіла, Софокла, Еврипіда, Аристофана, Менандра, Теренція, Шекспіра, Мольєра, Лопе де Вега, Лорка, Брехта. Його пісні виконують Васіліс Папаконстантіну, Айседора Сідеріс, Сакіс Булас, Йоргос Даларас, Елеонора Зуганелі.
Він є одним з небагатьох грецьких композиторів інструментальної музики, чиї твори були випущені у всьому світі: саме альбом «Όπου και να ταξιδέψω η Ελλάδα με πληγώνει» (1980) від SONET MUSIC і CBS, «Ατρείδες» (1978) від Deutsche Grammophon. З 2000 по 2004 рік п'ять CD були видані по всьому світу від VENOL. У 2002 році Йоргос Зуганеліс одержав премію D. SHARP за 500 000 продажів його альбомів у всьому світі.
Він є членом Асоціації грецьких драматургів, де також є членом-засновником, та Асоціації грецьких акторів. 2000 року заснував власну звукозаписну компанію ΑΥΛΟΣ. ΑΥΛΟΣ випустила 40 компакт-дисків молодих грецьких виконавців.
З 2008 року Зуганеліс із Сакісом Буласом виступають взимку на музичній сцені «ΑΚΤΗ οδού Πειραιώς», створюючи гострі соціальні та політичні спектаклі, залучаючи до участі в них відомих грецьких виконавців, таких як Йоргос Даларас, Лакіс Пападопулос (Ένα «Παρθεναγωγείο Αρρένων» — 2009), Васіліс Папаконстантіну. Співпраця з «ΑΚΤΗ οδού Πειραιώς» розпочалася з вистави «Γίναμε Θέαμα» 2008 року за участю Васіліса Папаконстантіну. В спектаклі «Ταμείο αλλεργίας» сезону 2011–2012 брав участь Мілтос Пасхалідіс.
Подією музичного життя Афін взимку 2012–2013 стала прем'єра музичного спектакля «Хороший, поганий, злий» (грец. «Ο Καλός, ο Κακός κι ο Άσχημος»). Ця унікальна музична вистава триває чотири години і поєднує в собі музику, спів, драму и політічну сатиру. Прем'єра вистави відбулася 2 листопада 2012 року. У виставі поряд із Зуганелісом та Буласом бере участь Міхаліс Хадзіянніс. До програми була також залучена Валанто Тріфонос. Прем'єра вистави мала такий величезний успіх у публіки і суспільний резонанс, що Лакіс Лазопулос запросив Зуганеліса, Буласа і Хадзіянніса в популярну телевізійну програму «Αλ Τσαντίρι Νιούζ» відразу ж після прем'єри 7 листопада 2013 року.
В червні 2013 року Янніс Зуганеліс приєднався до протестів в Афінах, викликаних закриттям ERT — єдиної державної телерадіокомпанії в країні. Взимку 2014 — 2015 років Зуганеліс співпрацює с Антонісом Ремосом на сцені Diogenis Studio

## Премії та нагороди
Зуганеліс нагороджений премією ЮНІСЕФ та ООН за співпрацю з навчання дітей з обмеженими можливостями і його книгу «Οι Προσωπικότητες δημιουργούνται με τη διαφορετικότητα».
2008 року він нагороджений Центром з вивчення та дослідження Грецького театру — Театр Музей (грец. Κέντρο Μελέτης και Έρευνας Ελληνικού Θεάτρου – Θεατρικό Μουσείο), з врученням приза «ΤΑ ΠΑΝΑΘΗΝΑΙΑ» за дворічний період 2006–2008 років за інтерпретацію п'єси «Το trendy θα σφυρίξει τρεις φορές» режисера Стаматіса Фасуліса.
2011 року Янніс Зуганеліс визнаний найкращим актором в Греції за роботу в спектаклі «Η σεξουαλική ζωή του κυρίου και της κυρίας Νικολαΐδη».

## Приватне життя
Живе і працює в Афінах. З 1981 року Янніс одружений з Айседорою Сідеріс. Їх дочка Елеонора Зуганелі — грецька співачка.